# Geschichte Dilis

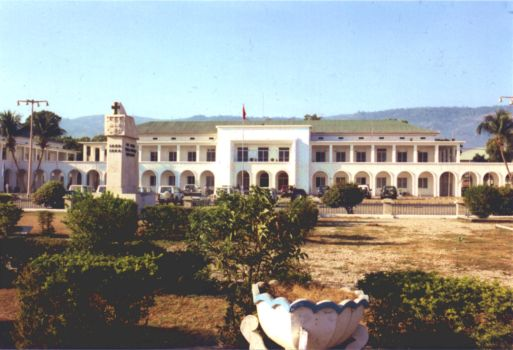
Der Regierungspalast. Davor das Denkmal für Heinrich den Seefahrer (2002)

Die Geschichte Dilis beginnt mit der Ankunft der ersten Portugiesen in der Bucht von Dili 1520, doch erst 250 Jahre später wurde die Siedlung zur Hauptstadt der kolonialen Besitzungen der Portugiesen auf den Kleinen Sundainseln. Heute ist Dili die Hauptstadt Osttimors.

## Gründung

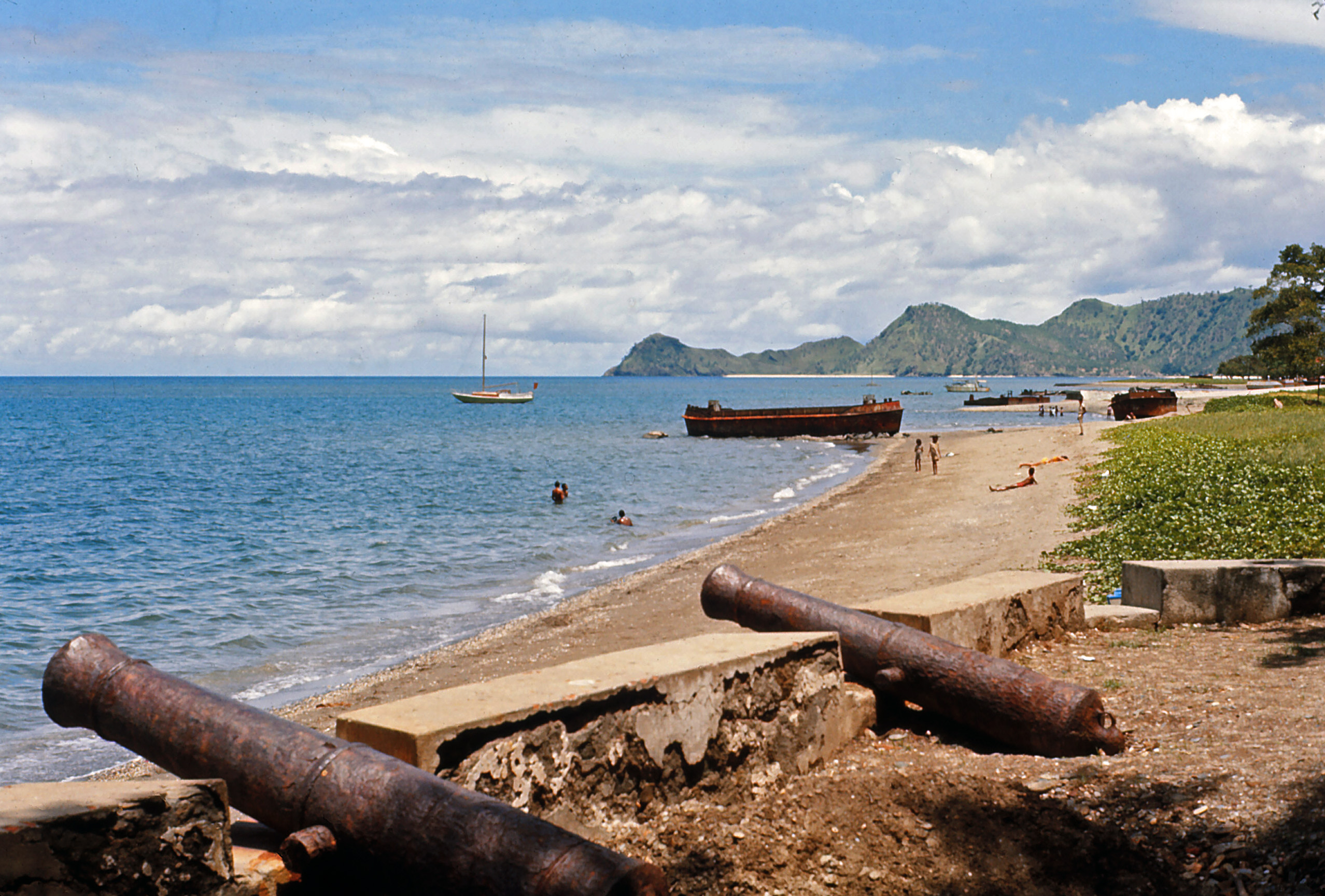
Portugiesische Kanonen an der Bucht von Dili (1971)

Die Portugiesen erreichten 1520 erstmals die Bucht von Dili. Kurz darauf wurde ein Militärposten und eine kleine Siedlung gegründet. Missionare waren vor allem im nahen Manatuto aktiv. Einer Legende nach soll sich der Ortsname „Dili“ vom Tetum-Wort „ai-dila“ für die Papaya ableiten. Den Namen dieser Frucht hörten die Portugiesen demnach als Erstes, als sie 1520 die Bucht von Dili erreichten. Allerdings kann dies nicht stimmen, da zu dieser Zeit in der Region Mambai gesprochen wurde. Tetum breitete sich erst in Dili aus, als der Ort koloniale Hauptstadt wurde. Außerdem ist die Papaya eine amerikanische Frucht, die erst durch die Europäer nach Südostasien kam. Der Ursprung des Namens „Dili“ scheint vielmehr im Bunak-Wort „zili“ (deutsch „Klippe“) zu liegen, das die Klippen hinter der Stadt bezeichnet. Dies ist ein Hinweis darauf, dass in der Region noch vor den austronesischen Sprachen Mambai und Tetum wohl eine Papuasprache, wie das Bunak, gesprochen wurde.
1730 schloss Gouverneur Pedro de Melo (1729–1731) mit dem Liurai von Manatuto und anderen Herrschern der Region Bündnisse – ein Umstand, der die spätere Verlagerung der kolonialen Hauptstadt von Lifau nach Dili erleichtern sollte. Ein Jahr später errichtete Gouverneur Pedro de Rego Barreto da Gama e Castro (1731–1734) in Manatuto eine portugiesische Garnison.
Am 10. Oktober 1769 begann Gouverneur António José Teles de Meneses mit dem Aufbau Dilis, nachdem die Portugiesen von den Topasses am 11. August 1769 aus Lifau im Westen der Insel vertrieben worden waren (siehe dazu: Cailaco-Rebellion). Ursprünglich war Vemasse das Ziel, doch fand man in Dili günstige Bedingungen vor, um eine neue Hauptstadt zu errichten. Die Bucht und die vorgelagerte Insel Atauro bieten ankernden Schiffen Schutz und es gab Trinkwasser und Ebenen für den Ackerbau. Die umliegenden Sümpfe sollten aber für Probleme sorgen. Kurz nach der Ankunft von Meneses schworen in Dili 42 Liurais Portugal die Treue, darunter Dom Alexandre, Herrscher von Motael, der Portugal vertraglich die gesamte Ebene von Dili bis zu den umgebenden Bergen übertrug. Zudem sicherte Dom Alexandre den Portugiesen Bauholz und, zur Verteidigung der Siedlung, Männer und Pferde zu. Durch die vorhergehenden Kontakte der Dominikaner mit den timoresischen Herrschern, die bereits Missionen in Manatuto und Viqueque gegründet hatten, konnte sich Portugal zu dieser Zeit auf eine relativ große Unterstützung durch die Liurais stützen, wie es später nicht mehr der Fall war. Die Stadtrechte einer Vila, was „Kleinstadt“ bedeutet, wurden Dili bereits am 10. Oktober 1769 verliehen. 1772 lebten in Dili neben 40 Europäern viele Inder aus Goa und Mosambik; insgesamt 750 Menschen, wobei die Hälfte Sklaven waren. Ein Feuer zerstörte 1779 große Teile des Archivs mit vielen Dokumenten aus der Gründungszeit.
Der Ort war in den ersten Jahren nicht viel mehr als eine Ansammlung von Holzhütten mit einem Erdwall als äußere Befestigung und einer Kirche, die dem heiligen Antonius geweiht war. Mit dem Bau der ersten Festung aus Stein wurde am 22. September 1796 unter Gouverneur João Baptista Verquaim (1794–1800) begonnen, da zu diesem Zeitpunkt die mit den Niederlanden verbündeten Reiche Maubara und Sonba’i sich im Krieg mit verschiedenen Vasallen Portugals befanden. Zudem war Dili verwundbar für Angriffe durch andere Kolonialmächte, wie Frankreich und Großbritannien. Unter Gouverneur José Joaquim de Sousa (1800–1803) wurde die Festung mit Kanonen bestückt.

## 19. Jahrhundert

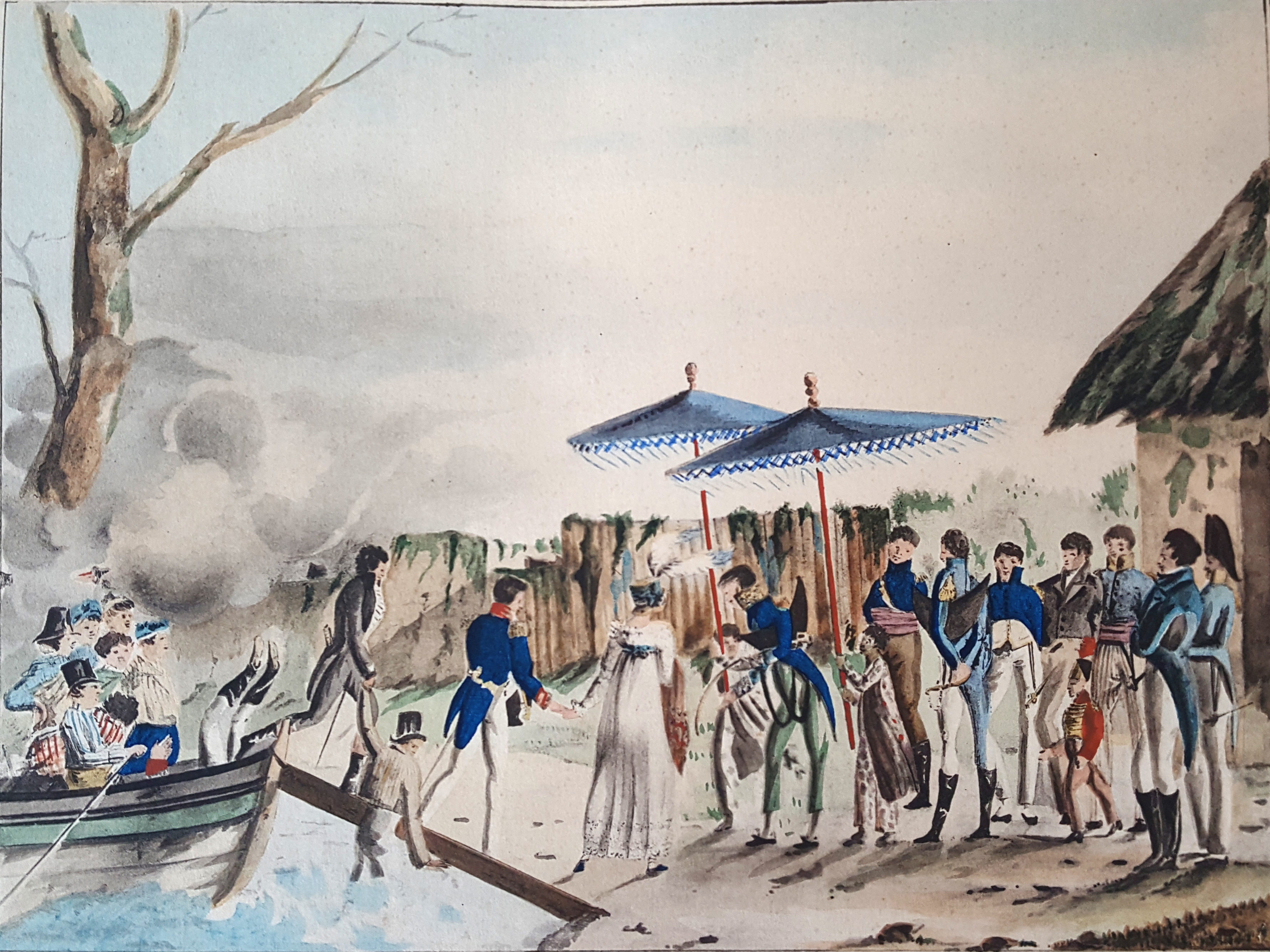
Louis und Rose de Freycinet werden in Dili begrüßt (1818)

Plan von der Bucht und der Festung von Dili (1834)

1813 hatte Dili 1.768 Einwohner, inklusive 688 afrikanischer Sklaven, die einheimische Bevölkerung aber nicht mitgezählt. Auch wenn von diesen Afrikanern heute keine sichtbaren Spuren mehr auf Timor vorhanden sind, so brachte der portugiesische Sklavenhandel doch bis 1830 200 bis 250 mosambikanische Sklaven über den Indischen Ozean nach Ostasien. Abgesehen von der Festung, dem Haus des Gouverneurs und der St. António-Kirche bestand der Ort immer noch nur aus Hütten mit Dächern aus Palmwedeln. Erst 1834 begann Gouverneur José Maria Marques schließlich damit, Dili zu einer wirklichen Stadt auszubauen. Entlang des Ufers wurde eine Allee angelegt und neben einer neuen Gouverneursresidenz auch eine Infanteriekaserne errichtet. Neue Straßen verbanden das Zentrum mit den Außenbezirken. Die Stadtrechte einer Cidade (Großstadt), die über die 1769 verliehenen Rechte einer Vila (Kleinstadt) weit hinausgehen, erhielt der Ort im Januar 1864.
Am 13. Mai 1857 zerstörte ein Beben und ein darauffolgender Tsunami Teile des Forts und viele Hütten.
Von Januar bis April 1861 besuchte der britische Forschungsreisende Alfred Russel Wallace Dili. Er beschreibt den Ort als sogar „noch schäbiger“ als die niederländischen Besitzungen in der Region. Alle Gebäude, auch die Kirche und das Zollhaus, bestanden nur aus Lehm ohne jegliche Dekorationen. Das einzige Steingebäude war das Haus des Gouverneurs, ein kleines weiß getünchtes Gebäude. Den Ort umgaben Sümpfe, weswegen Dili als malariaverseucht galt und, laut Wallace, ständig die Hälfte der europäischen Einwohner Dilis an Fieber litt. Zu dieser Zeit lebten 3.000 Europäer, Inder, Chinesen und Timoresen in Dili.
Während der Rebellion von 1861 wurde Dili durch die aufständischen Liurai von Laclo und Ulmera bedroht. Am 10. Juni erklärte Gouverneur Afonso de Castro den Notstand und ließ Waffen an Zivilisten und sogar an die chinesische Bevölkerung Dilis austeilen. Der Aufstand in Laclo wurde Ende August niedergeschlagen und der Belagerungszustand für Dili wurde aufgehoben. Der Sieg Portugals wurde von Castro ausführlich in Dili gefeiert, inklusive des traditionellen Likurai-Tanzes, der für die vom Krieg heimkehrenden Männer von den Frauen vorgeführt wird. Dazu trug man die Köpfe der erschlagenen Feinde in einer Prozession durch den Ort.

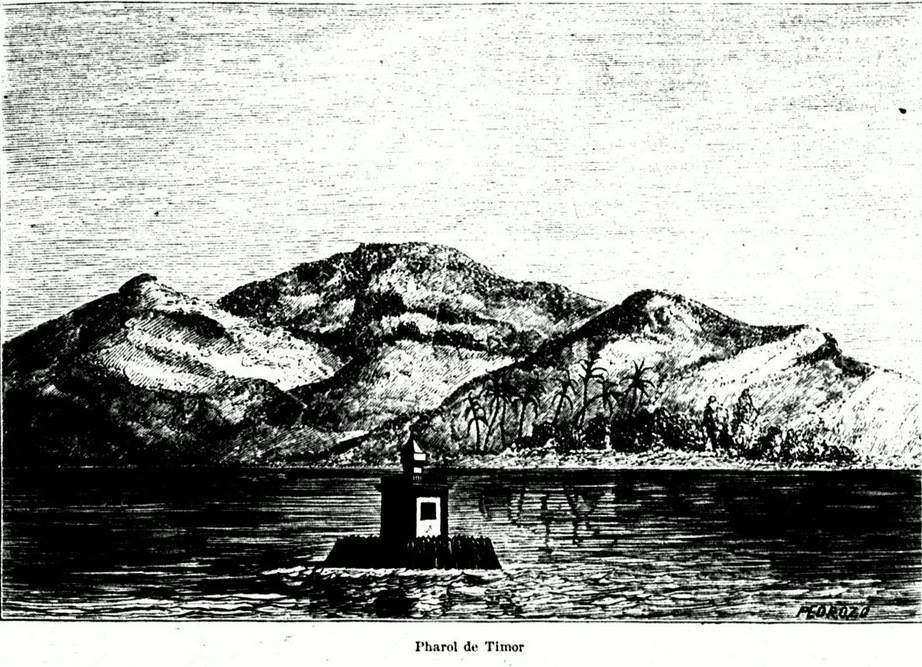
Der „Leuchtturm von Timor“ (1864)

Am 18. September versammelten sich in Dili 1.200 einheimische Krieger, um gegen Ulmera vorzugehen. Ihnen schlossen sich noch 3.000 Mann aus Liquiçá an. Ulmera wurde überrannt und der Herrscher von Ulmera und sein Sohn als Gefangene nach Dili gebracht. Dort wurde eine weitere Siegesfeier veranstaltet, wo der gefangene Liurai niederknien und sich zur Zahlung einer hohen Entschädigungssumme verpflichten musste. Auch die Köpfe der gefallenen Gegner wurden wieder präsentiert. Castro schrieb später über die Rebellion: „Es benötigt Stärke, nicht zum tyrannisieren, sondern um ein träges Volk dazu zu bringen, die Gesetze zu befolgen und zur Arbeit zu zwingen.“ Castros Nachfolger José Manuel Pereira de Almeida (1863–1864) ließ die Befestigungen der Festung ausbauen, Baracken für Soldaten und Offiziere errichten und den Gouverneurssitz erweitern. Auch das Krankenhaus von Lahane (seit 1860, heute im Suco Lahane Ocidental), die Brücke und Straße nach Lahane, ein Gefängnis und eine Schule für die Söhne der Liurais wurden fertiggestellt. In ihr unterrichtete als Erster der in Übersee ausgebildete timoresische Geistliche Jacob dos Reis e Cunha.
Am 24. August 1866 brannten große Teile Dilis nieder. Die Militärbaracken, das Munitionslager, die Kirche, das Schatzamt, der Gouverneurspalast und 15 private Häuser fielen ihm zu Opfer. Auch letzte Teile des Archivs aus der Zeit von Lifau gingen verloren. Todesopfer gab es keine. Der Gouverneur von Macau rief die Bevölkerung zu Spenden für den Wiederaufbau Dilis auf. Insgesamt konnten 2.630 Patacas gesammelt werden, ein Fünftel davon stammt von der chinesischen Bevölkerung Macaus. 1867 brachte Macaus Gouverneur José Maria da Ponte e Horta persönlich Medikamente und zudem Bilder und Ornamente für die neue Kirche Dilis. Diese erhielt Steinwände und hatte eine Länge von 40 Metern und eine Breite von 10 Metern. An den Seiten hatte sie jeweils acht Fenster, vorne und hinten jeweils zwei. Der Wiederaufbau der Stadt kam aber aufgrund des Mangels an Materialien und Fachkräften nur langsam voran. 1869 wütete eine Choleraepidemie. Gouverneur João Clímaco de Carvalho (1870–1871) dachte zeitweise an eine komplette Verlagerung der Hauptstadt in das klimatisch günstiger und weniger ungesunde Lahane, anderthalb Kilometer von Dilis Zentrum entfernt in den Bergen – ein Plan, über den auch schon Gouverneur Frederico Leão Cabreira (1839–1844) nachdachte. Doch die Einwohner wollten aufgrund der Wasserversorgung nicht. In Dili hatte fast jedes Haus einen Brunnen, in Lahane musste man das Wasser von einem etwas entfernten Fluss holen.

Boote (Sampanas) am Ufer von Dili (1889)

1870  waren einige wichtige Gebäude wieder errichtet. Die wiederaufgebaute Festung Nossa Senhora da Conceição reichte im Westen bis zum Fluss und war im typischen portugiesischen Design gehalten. Die hydrographische Kartographierung des Hafens war abgeschlossen und das Fort Carqueto beschützte die Ankerplätze. Auf der anderen Seite der Bucht stand gegenüber ein Leuchtturm. Am Hauptplatz lag das aus Kalkstein gebaute Gefängnis. Auch Zollhaus, Militärbaracken, Arsenal, Schule und Krankenhaus standen wieder. Der Gouverneurspalast ist auf einer Karte von 1870 allerdings noch als Ruine verzeichnet. Der neue Gouverneurspalast entstand erst wieder zwischen 1874 und 1881. Eine Hauptstraße führte von Bidau bis nach Motael. An dieser standen mehrere Privathäuser. Bidau war das kommerzielle Zentrum, in dem viele Chinesen, Topasse und Moradores lebten. Die Moradores waren Timoresen, die von Liurais für die portugiesischen Streitkräfte gestellt und finanziert wurden. Mehrere chinesische Handelshäuser entstanden entlang der größeren Straßen. Auch das Stadtviertel von Lahane war bereits aufgebaut. Bis zum Ende des Jahrhunderts entstanden hier, jenseits des malariaverseuchten Tieflands, mehrere Häuser im Kolonialstil und Regierungsgebäude. 1879 beschrieb ein Reisender Dili als „kleine, aufblühende Stadt“ mit 4.114 Einwohnern, von denen 2.498 Katholiken waren. Allerdings fehlten kulturelle Einrichtungen wie Theater, Konzerthäuser, Büchereien oder ein einfacher zentraler Platz als Treffpunkt. So beschäftigten sich die Einwohner in erster Linie mit politischen Diskussionen über die lokalen Autoritäten und dem Alkoholkonsum. Portugiesischer Wein war eher selten, meist wurden Alkoholika aus Zuckerrohr und einheimischer Palmwein konsumiert. Immerhin wurde in Dili Weizenbrot gebacken und Tee aus Macau importiert. Die zwischen 1877 und 1878 wiederaufgebaute Hauptkirche wurde im August 1879 eingeweiht. 1884 erhielt Dili eine Straßenbeleuchtung, die mit Öl aus Laclubar befeuert wurde.

Der Dampfer Dilly (1889), am Ufer seines Heimathafens

Das Krankenhaus in Lahane war in drei Bereiche aufgeteilt: einer für Europäer für vier Rupien, einer für Chinesen für drei Rupien und einer für Einheimische für zwei Rupien pro Tag. Ein Australier beschreibt 1877 das Krankenhaus als ein großes, luftiges und sauberes Gebäude, in dem den Kranken viel Aufmerksamkeit geschenkt wurde. 1883 wurde der medizinische Offizier J. Gomes da Silva zum Leiter des „Macau-Timor Gesundheitsdienstes“ ernannt. Er kreidete mehrere Missstände an. So fehlte im Krankenhaus eine Geburtenabteilung, und von allen Friedhöfen von Dili entsprach nur der chinesische den Grundlagen für die öffentliche Gesundheit. Zudem kritisierte er, dass zwar die „unzivilisierten“ timoresischen und afrikanischen Soldaten im Lahanefluss badeten, die europäischen aber niemals. Im Gegensatz dazu hatte das niederländische Militär zu diesem Zeitpunkt bereits ein System von wechselnden Badetagen für seine kolonialen Truppen eingeführt. Gerade die Malaria und die mangelnde Hygiene brachten Dili den Ruf als den ungesündesten Hafen des Archipels ein. Diese Beschreibung verwundert nicht, denn die Todesrate in Dili entsprach zwar in etwa jener der Kolonien in Mosambik, war aber dreimal so hoch wie in Macau. 1887 gab es mehrere Tote aufgrund von Durchfallerkrankungen und Beriberi, dem vor allem afrikanische Soldaten zum Opfer fielen.
1887 wurde Gouverneur Alfredo de Lacerda Maia von einer Gruppe Moradores in einem Hinterhalt auf der Straße zwischen Dili und Lahane ermordet. Gruppen von ihnen waren in Dili, Batugade und Manatuto stationiert. Dili fiel während der Revolte der Moradores, laut der Presse in Macau, in „totalen Terror“. Gouverneur Rafael Jácome Lopes de Andrade (1888–1890) führte den Ausbau Dilis weiter, verband die Vororte mit Straßen, sorgte für ein Wasserleitungsnetz und errichtete den neuen Leuchtturm am Hafen. Zwischen Dezember 1893 und Februar 1894 wütete in der Kolonie nochmals die Cholera mit mindestens 1000 Toten. Nach der Revolte von Maubara waren die Leichen der Gefallenen liegen geblieben, was zum Ausbruch der Krankheit vor allem in Maubara führte. Aber auch in Tibar, Atapupu und auf Alor grassierte die Seuche, und selbst Dili blieb nicht verschont. Unter Gouverneur José Celestino da Silva (1891–1908) erlebte Dili einen zunehmenden Aufschwung. Die Stadt nahm ein europäisches Gesicht an. Weitere Straßen, Schulen, eine Bibliothek und ein Museum entstanden. Die Feuchtgebiete um Dili wurden trockengelegt und eine Wasserversorgung geschaffen. 1906 wurde ein modernes Krankenhaus errichtet. Viele der damals errichteten Gebäude fielen erst dem Zweiten Weltkrieg zum Opfer.

## Beginn des 20. Jahrhunderts

Stadtplan von 1909

Die Pátria in Timor 1912

Die Meldung über den Sturz der Monarchie Portugals am 6. Oktober 1910 erreichte Dili bereits einen Tag später per Telegramm. Gouverneur Alfredo Cardoso de Soveral Martins gab am 30. Oktober offiziell die Ausrufung der Republik bekannt, die blau-weiße Flagge des royalen Portugals wurde eingeholt und die neue grün-rote Flagge Portugals wurde unter Abfeuern von 21 Schuss Salut gesetzt. Zu dieser Zeit bildete sich in Dili auch eine Freimaurerloge.
1911 brach die große Rebellion von Manufahi aus. Angeblich versammelten sich am 5. Oktober, zum Jahrestag der Proklamation der Republik, mehrere Liurai in den Vororten von Dili. Nach portugiesischen Berichten aus der Zeit planten sie eine Verschwörung, bei der alle Europäer ermordet werden sollten. Die Anwesenheit eines englischen Handelsschiffs im Hafen von Dili soll sie von ihrem Plan abgebracht haben.
Am 19. Februar 1912 meldete der Sydney Morning Herald:

„Der Großteil der Insel Timor ist in Aufruhr. Männer des Rameastammes überfielen Dili, töteten viele Einwohner und brannten viele Häuser nieder. Major Ingley, Leutnant Silva und mehrere Soldaten wurden während der Straßenkämpfe getötet. Die Köpfe wurden von den Rebellen abgeschnitten und auf Pfähle gesteckt. Das Regierungsgebäude wurde geplündert.“

Der Bericht übertrieb die Situation, doch Dili wurde tatsächlich schwer in Mitleidenschaft gezogen und europäische Familien evakuiert. Dennoch konnte die Stadt durch eilig zusammengesuchte Verteidiger vor einer Plünderung bewahrt werden. Zur Verstärkung schickte Portugal von Macau aus das Kanonenboot Pátria, das am 6. Februar eintraf. Am 11. Februar erreichte Dili das englische Dampfschiff St. Albans mit 75 Soldaten (zur Hälfte Europäer) der Companhia Europeia da India und am 15. Februar das englische Schiff Aldenam mit der achten Companhia Indigena de Moçambique.
Dili hatte am 31. Dezember 1927 laut einer Volkszählung 8.136 Einwohner. Zu Beginn des Estado Novo entstanden eine Vielzahl von kolonialen Bauten, wie die Residenz des Gouverneurs in Lahane, ein neuer Gouverneurspalast, das Gebäude des Stadtrats und andere Verwaltungsgebäude, aber auch neue Schulen. 1937 wurde der Sportverein Sport, Lisboa e Dili gegründet und im folgenden Jahr die Associacão de Beneficencia de Timor, die sich für die Wohlfahrt einsetzte.
Im Januar 1934 wurde mit den Verwaltungsbezirken (deutsch Circunscrições) ein ziviles Verwaltungssystem für die Kolonie eingeführt. Zum Verwaltungsamt Dili (ab 1940 zum Kreis erhoben) gehörte damals auch das Gebiet der heutigen Gemeinde Liquiçá.

Portugiesische Zivilisten und Militärs in Dili, 1900
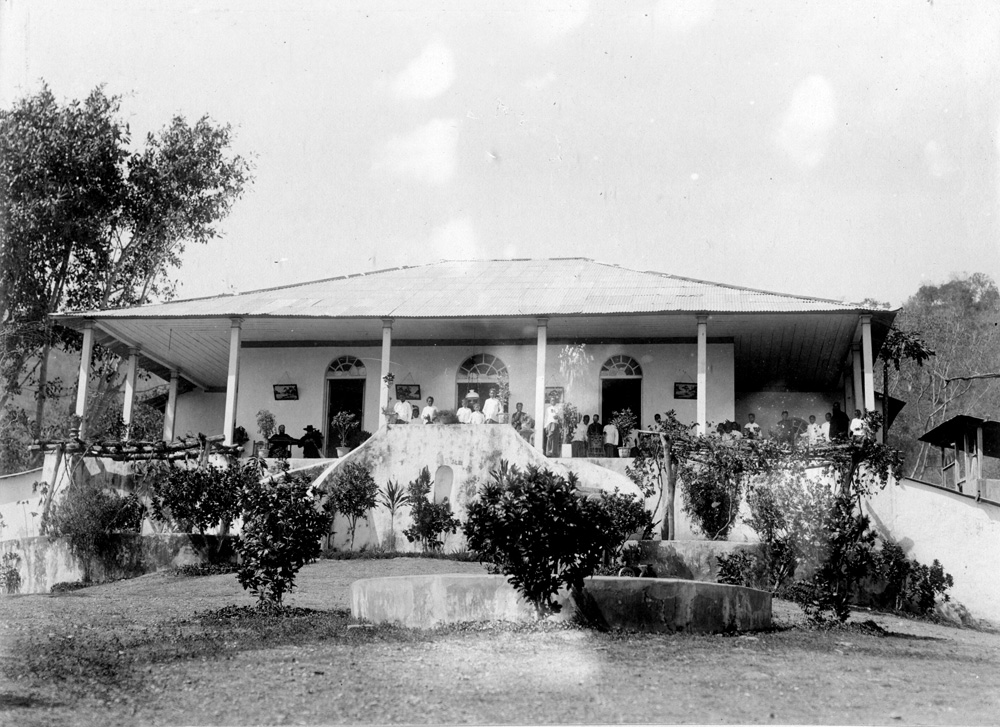
Katholische Mission, nach 1900
Motael, 1903
Hauptkirche von Dili, 1905
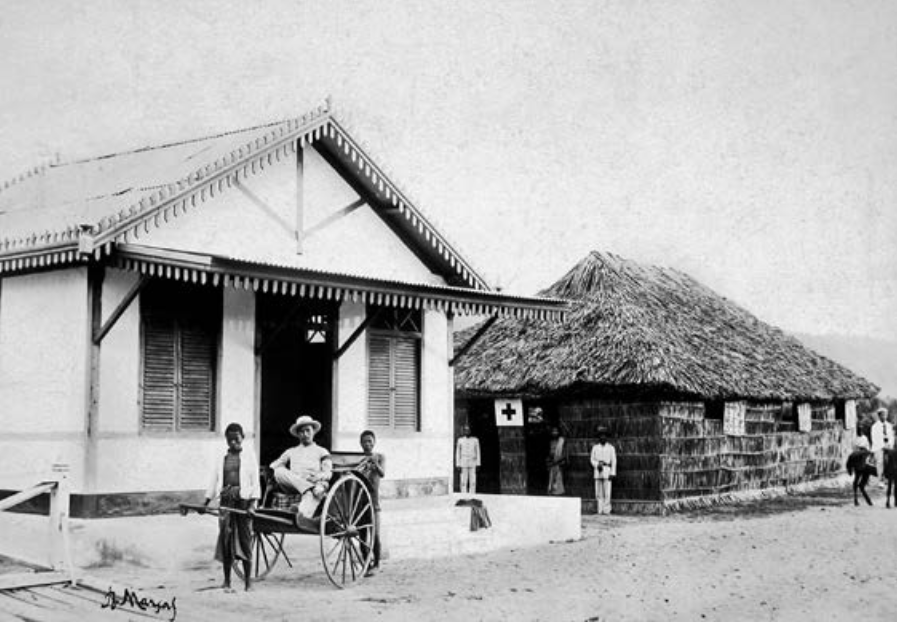
Polizeistation und Hospital in Dili, Anfang des 20. Jh.
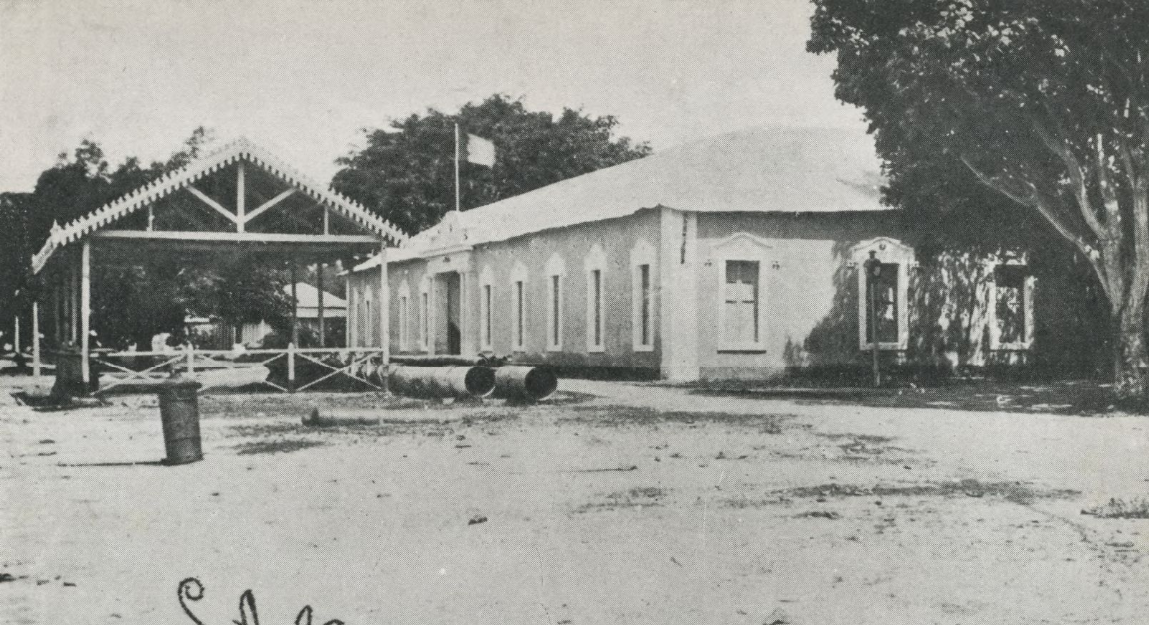
Zollgebäude (Alfândega), um 1910
Krankenhaus von Dili, 1915
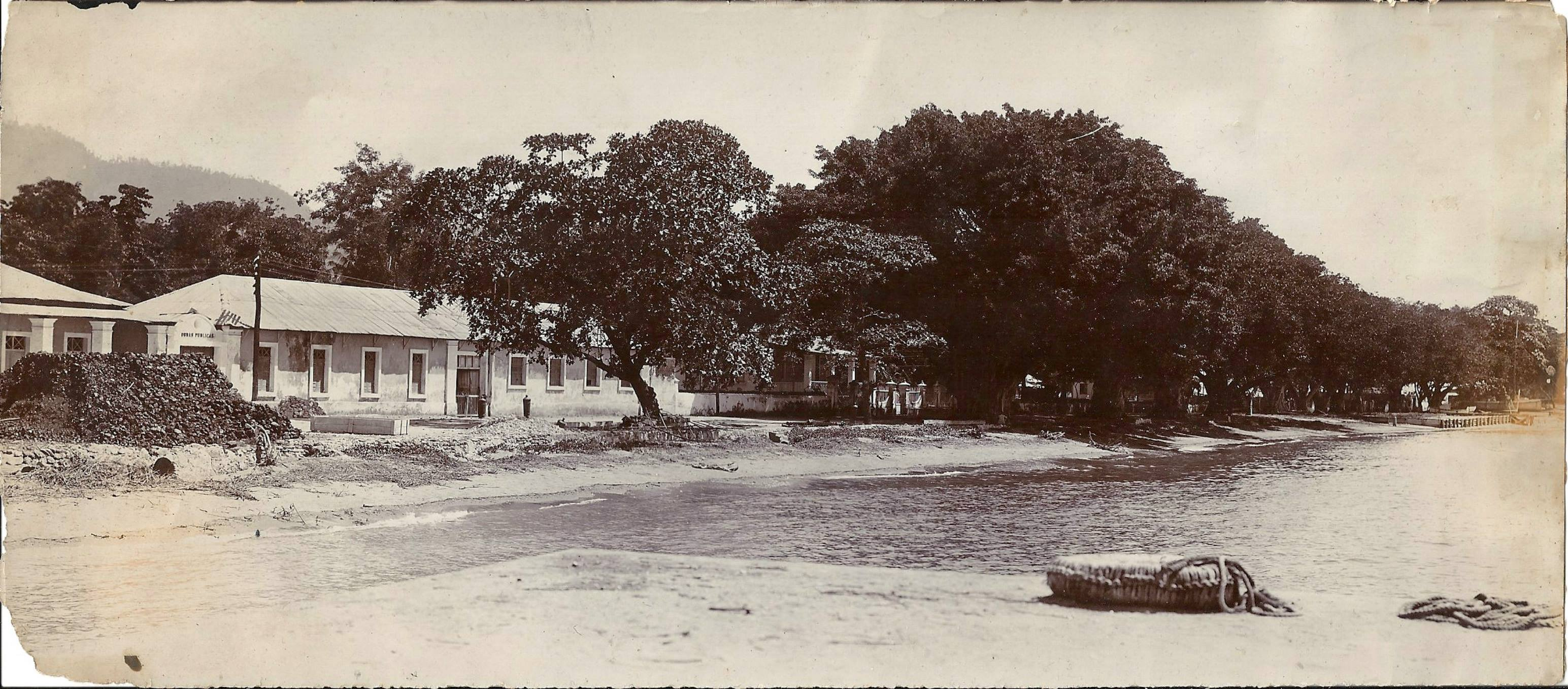
Bucht von Dili in den 1930er Jahren
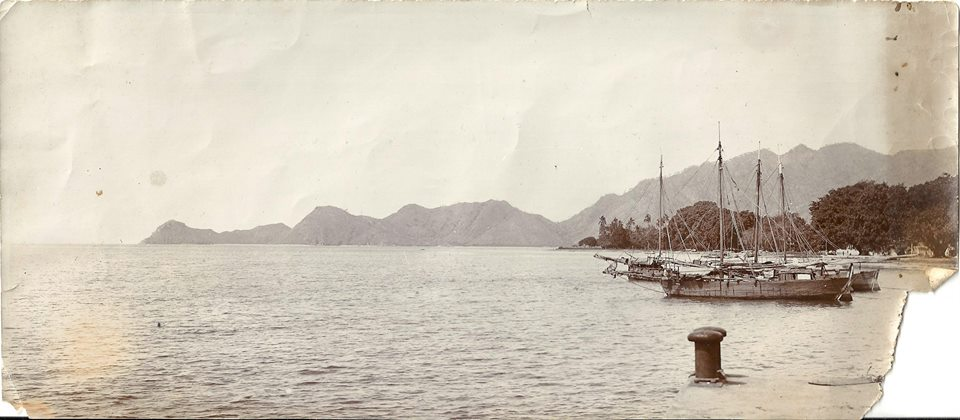
Bucht von Dili in den 1930er Jahren
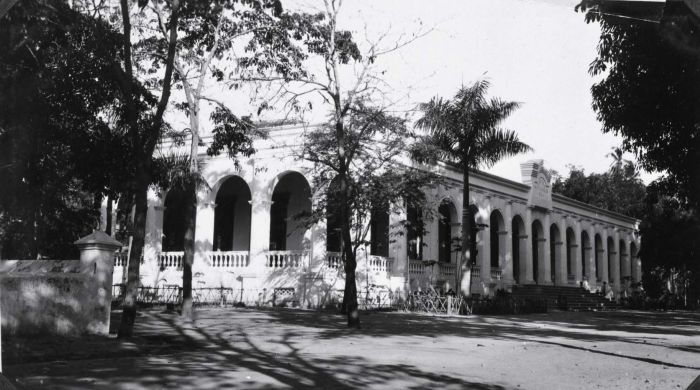
Liceu Dr. Francisco Machado in Dili, zwischen 1930 und 1936
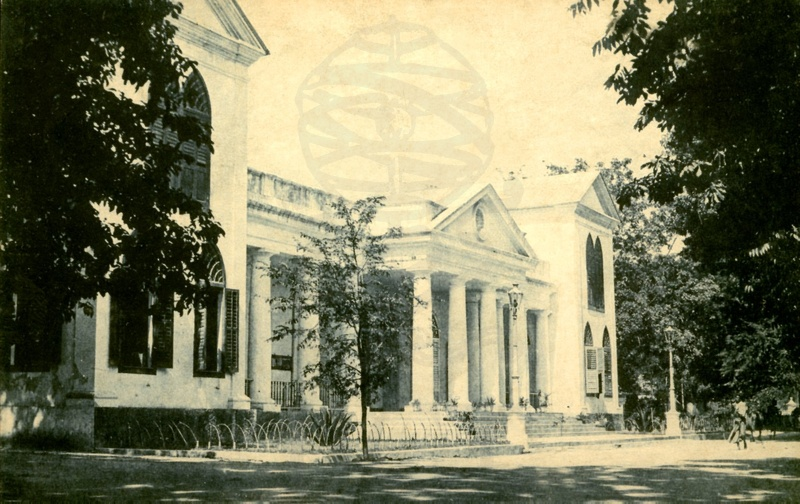
Câmara Municipal

## Der Zweite Weltkrieg (1942 bis 1945)

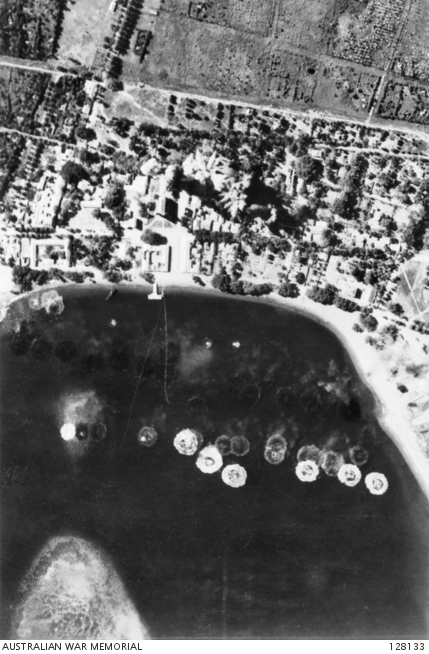
Australischer Luftangriff auf Dili (1942)

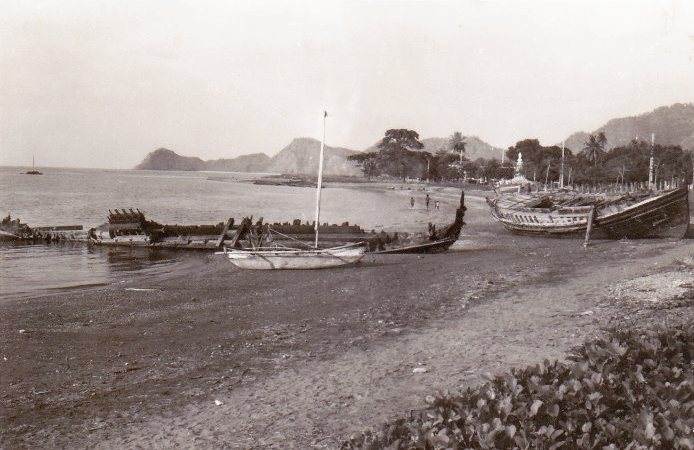
Wracks aus der Zeit der japanischen Besatzung (Bild von 1970)

Portugal war während des Zweiten Weltkrieges neutral. Allerdings befürchteten die Alliierten, dass das militärisch schwache Portugiesisch-Timor von den Japanern als Brücke nach Australien verwendet werden könnte, weswegen Niederländer und Australier 1941 die Kolonie kurzzeitig besetzten. Am 8. Februar 1942 fand der erste japanische Luftangriff auf Dili statt. In der Nacht vom 19. auf den 20. Februar 1942 griffen die Japaner von See her mit 20.000 Mann an und besetzten Dili und nach und nach den Rest Timors. Dili war danach ständiges Ziel alliierter Luftangriffe, von denen der erste am 15. März 1942 erfolgte. Ab Ende 1942 griffen einmal pro Woche zwei bis drei alliierte Flugzeuge Dili an, ab November sogar täglich, was sowohl japanische als auch timoresische und chinesische Opfer forderte. Hauptziele waren unter anderem das japanische Konsulat (November 1942), die Radiostation (März 1943), ein portugiesisches Schiff und das Krankenhaus (Februar 1944). Im November 1942 wurde bei einem Luftangriff der Alliierten auch die Kathedrale zerstört. Die Bevölkerung hatte bereits im Juni 1942 die Stadt verlassen. Offiziell bestand die portugiesische Administration weiter, auch wenn die wirkliche Macht in der Kolonie beim japanischen Generalkonsul lag. Nachdem der ohnehin von den Japanern verachtete Administrator des Kreises Dili, Lourenço de Aguilar, wegen Krankheit seinen Posten aufgab, erklärte sich der Vermessungsingenieur Artur do Canto Resende bereit den Posten zu übernehmen. In diesem Amt versuchte er Menschen zu retten, verteilte Lebensmittel und Kleidung und setzte sich für die Freilassung von zum Tode verurteilten Gefangenen ein. Vermutlich aufgrund von Denunziation wurde Canto Resende am 9. März 1944 gezwungen, sein Amt niederzulegen. Im Juli 1944 wurde er von der japanischen Militärpolizei verhaftet und nach Kalabahi auf der Nachbarinsel Alor interniert. Hier starb er am 23. Februar 1945 in Gefangenschaft.

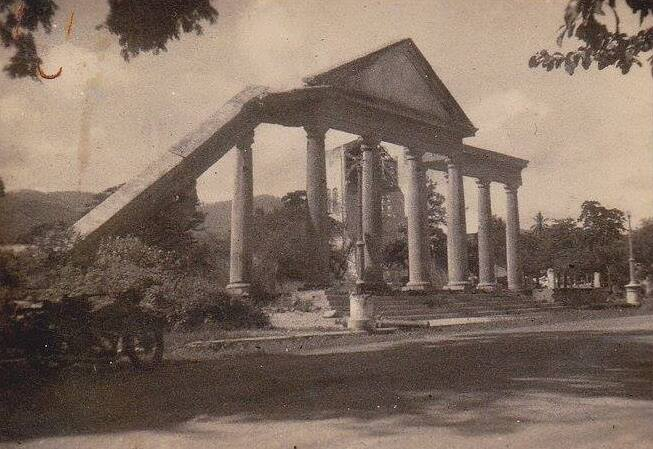
Câmara Municipal nach dem Krieg

Insgesamt fiel die Stadt Dili 94 Luftangriffen zum Opfer, und bei Kriegsende waren von allen Gebäuden der Stadt nur zehn – darunter ein Krankenhaus – erhalten geblieben. Alle öffentlichen Gebäude, wie zum Beispiel die Kathedrale, auf dem Gelände des heutigen Nationalparlaments Osttimors, und das Gebäude des Stadtrats (Câmara Municipal), waren zerstört.
Am 26. September 1945 fand die offizielle Zeremonie der Kapitulation der Japaner in Portugiesisch-Timor und der Rückgabe der Macht an Portugal in Dili statt. Bereits am nächsten Tag trafen die langerwarteten portugiesischen Schiffe Bartolomeu Dias und Gonçalves Zarco in Dili ein. Nochmals zwei Tage später erreichten portugiesische Truppentransporter mit über 2.000 Soldaten (Infanterie, Pioniere und Artillerie) die Kolonie. Mit an Bord waren Nahrungsmittel und Baumaterial. Die Ankunft der Schiffe wurde in Dili gefeiert. Anwesend waren die meisten der in der Kolonie verbliebenen Portugiesen, viele Timoresen, die Kommandanten von Baucau und Manatuto und loyale Liurais und Dorfchefs.

## Die letzten Kolonialjahre (1945 bis 1975)

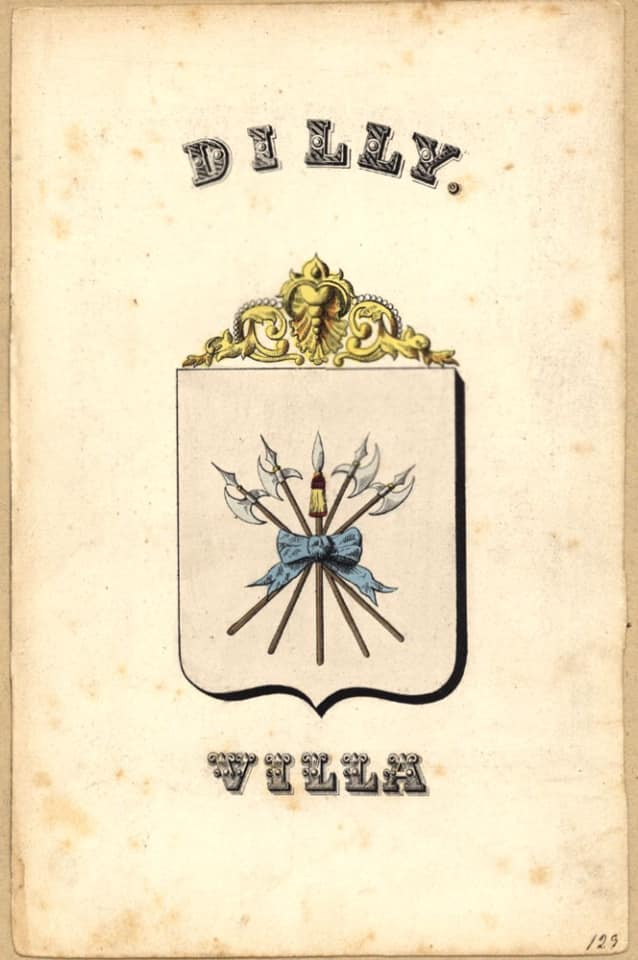
Dilis Wappen im 18. Jahrhundert

Wappen von Dili 1952–1975

Flagge Dilis

1946 kam Liquiçá zum neuen Verwaltungsbezirk Ermera, während Suro das heutige Aileu an den Kreis Dili abgab.
Nach der Zerstörung im Zweiten Weltkrieg war 1951 der Generalplan zum Wiederaufbau Dilis fertig. Ab 1952 war der Architekt José Manuel Galhardo Zilhão hier tätig. Von ihm stammen unter anderem das Centro de Saúde da Formosa in Gricenfor und die Gebäude des Flughafens Dili.
Am 31. Mai 1952 erhielt Dili ein eigenes Wappen, das im Aufbau der portugiesischen Tradition entsprach. Auf einem roten Wappenschild ruht ein silberner Sandelholzbaum zwischen zwei Bündeln aus je vier silbernen Hellebarden und einer goldenen Lanze, gebunden mit einem blauen Band. Die goldene, gemauerte Krone mit fünf Türmen über dem Wappenschild weist Dili als Hauptstadt der Kolonie aus. Im Spruchband unter dem Schild stand der Wahlspruch „Die die aufgehende Sonne zuerst sieht“ (portugiesisch O Sol logo em nascendo vê primeiro). Der Wahlspruch verweist auf die geographische Lage Timors als östlichste portugiesische Kolonie. Sandelholz war einst das wichtigste Exportgut der Insel und das Hellebardenbündel war bereits auf alten Wappen der Siedlung im 18. Jahrhundert zu finden. Das Wappen wurde auch auf einer weiß-grünen achtfach geständerten Flagge geführt.
Zeitweise war die hundert Jahre alte Idee Gouverneur Cabreiras wieder aufgegriffen worden, die Hauptstadt in die Berge zu verlegen, doch da sich der gewählte Standort als zu klein und der Untergrund als instabil erwies, entschied man sich für den Wiederaufbau Dilis. Die komplette Neuplanungen von 1951 stammten vom Architekten João António de Aguiar. Die Verteilung der verschiedenen ethnischen Gruppen auf die einzelnen Viertel wurde berücksichtigt und Zentren für öffentliche Gebäude und Gewerbe eingerichtet. Die Feuchtgebiete sollten endlich trockengelegt werden. Der Wiederaufbau verlief aber schleppend. Erst unter Gouverneur Oberst Temudo Barata (1959–1963) wurden der Hafen und die Strom- und Wasserversorgung wiederhergestellt. Ebenso wurden Schulen, das Krankenhaus und Brücken wieder aufgebaut. Für Beamte und Angestellte der portugiesischen Kolonialverwaltung wurde in den 1950er und 1960er Jahren ein Wohngebiet aus Ein- und Mehrfamilienhäusern im typisch portugiesischen Stil im Stadtviertel Farol angelegt, das – wie etwa die Messe para Funcionários Solteiros – noch heute erhalten und im Stadtbild Dilis erkennbar ist.
Unter José Alberty Correia (Gouverneur 1963–1968) wurde eine 24-Stunden-Stromversorgung aufgebaut und die Stadt weiter modernisiert. Verschiedene Bauwerke wurden errichtet: das Telekommunikationszentrum, die Technische Schule, die Post und das Gefängnis Comarca. Der Seehafen wurde modernisiert und ausgebaut. Mit neuen Lagerhäusern war es nun möglich, Schiffe bis zu einer Größe von 7.000 Tonnen zu bedienen, wie die India und die Timor der Companhia Colonial de Navegação. Gouverneur José Nogueira Valente Pires (1968–1972) sorgte für neue Viertel mit Sozialwohnungen, um den Gesundheitszustand der Einwohner zu verbessern. Dili hatte nun etwa 10.000 Einwohner. Neben Europäern und Timoresen waren dies auch kleine chinesische und arabische Gemeinden. Die Portugiesen waren zumeist Kolonialbeamte, Soldaten oder ins Exil Verbannte (deportados). Daneben gab es ein paar Hotelbesitzer und Händler, die gegen das chinesische Monopol arbeiteten. Viele davon hatten Timoresinnen geheiratet. Die meisten Europäer lebten in Farol. In Kampung Alor lebte die arabische Minderheit, östlich des Zentrums viele Chinesen und nach Süden, hin zu den Hügeln, die timoresische Bevölkerung.
Am 1. Juli 1973 wurde der eigenständige Kreis Aileu gegründet.
Nach der Nelkenrevolution 1974 sollte die Kolonie auf die Unabhängigkeit vorbereitet werden, doch als sich eine Dominanz der linksgerichteten FRETILIN abzeichnete, kam es 1975 in Dili zu Straßenkämpfen zwischen ihr und der konservativen UDT. Portugals letzter Gouverneur Mário Lemos Pires floh auf die Insel Atauro, von wo aus er erfolglos versuchte, zwischen den Parteien zu vermitteln. Die FRETILIN ging aus den Kämpfen als Sieger hervor, doch inzwischen hatte Indonesien begonnen, mit als UDT-Anhängern getarnten Truppen nach und nach das Grenzland zu besetzen. Angesichts der Bedrohung hoffte die FRETILIN auf internationale Unterstützung und erklärte daher am 28. November 1975 Osttimor von Portugal unabhängig. Neun Tage später, am 7. Dezember, begannen indonesische Truppen offiziell mit der Invasion des Landes und besetzten Dili.
Am Denkmal von Heinrich dem Seefahrer, vor dem Regierungspalast in Dili, wurde im Juni 2012 ein Massengrab mit mindestens 72 Leichen entdeckt. Man geht davon aus, dass es sich um Opfer der indonesischen Invasion und folgende Hinrichtungen handelt. Da die Toten relativ groß waren, vermutet man, dass es sich bei den Opfern um Angehörige der chinesischen Minderheit handelt, die am Toko-Lay-Gebäude ermordet wurden. Möglicherweise starben die Opfer auch im Zweiten Weltkrieg.

## Indonesische Besatzungszeit (1975 bis 1999)

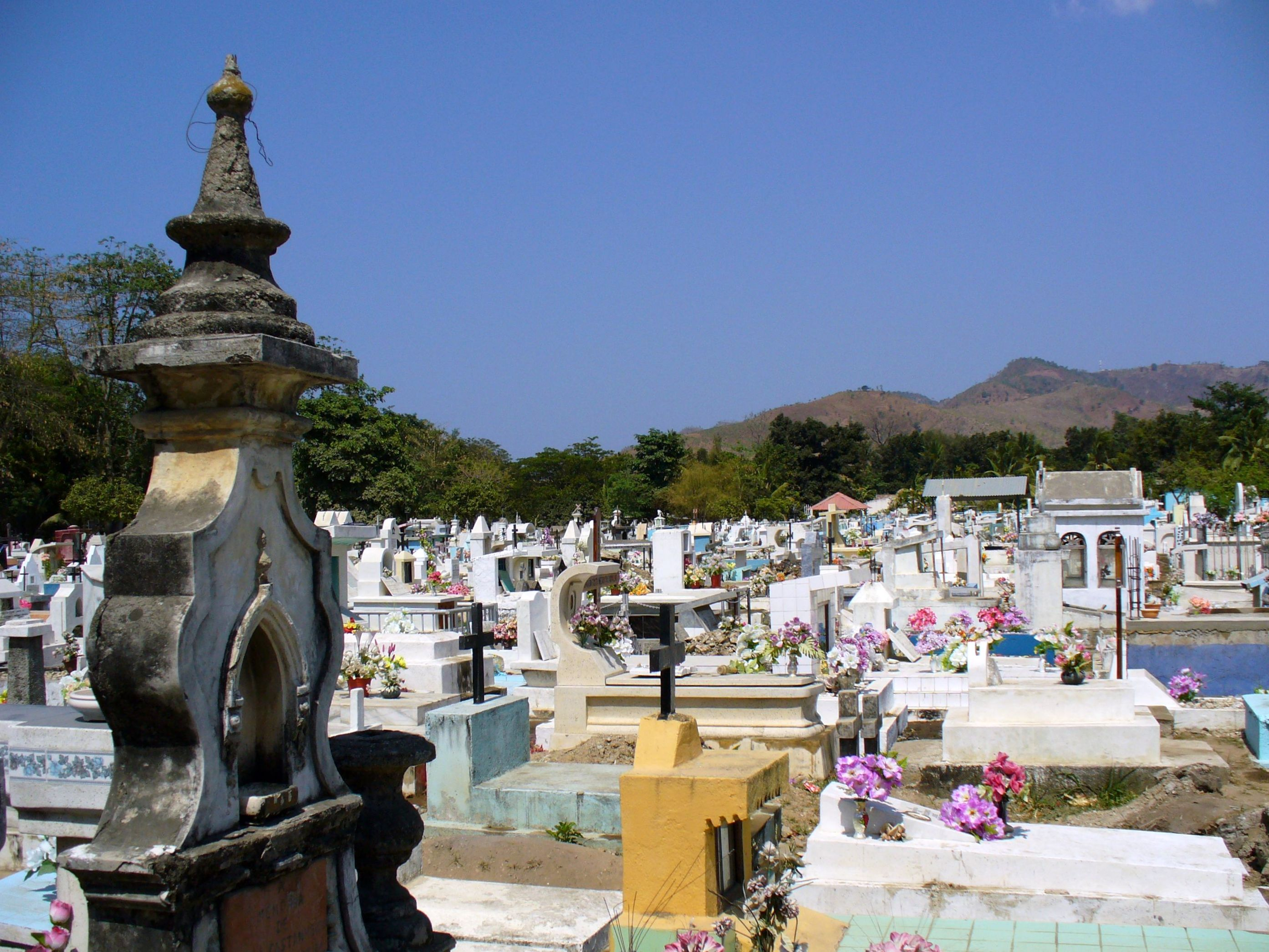
Friedhof von Santa Cruz

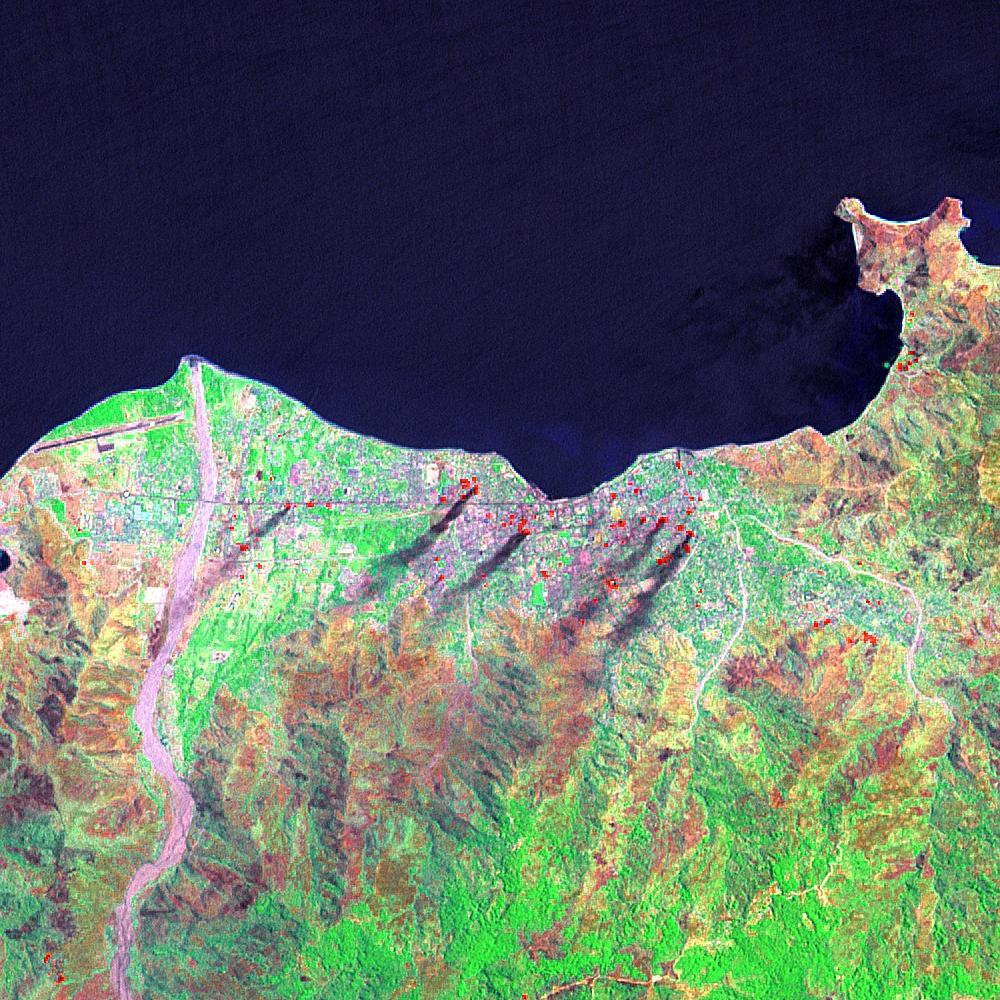
8. September 1999: Dili in Flammen

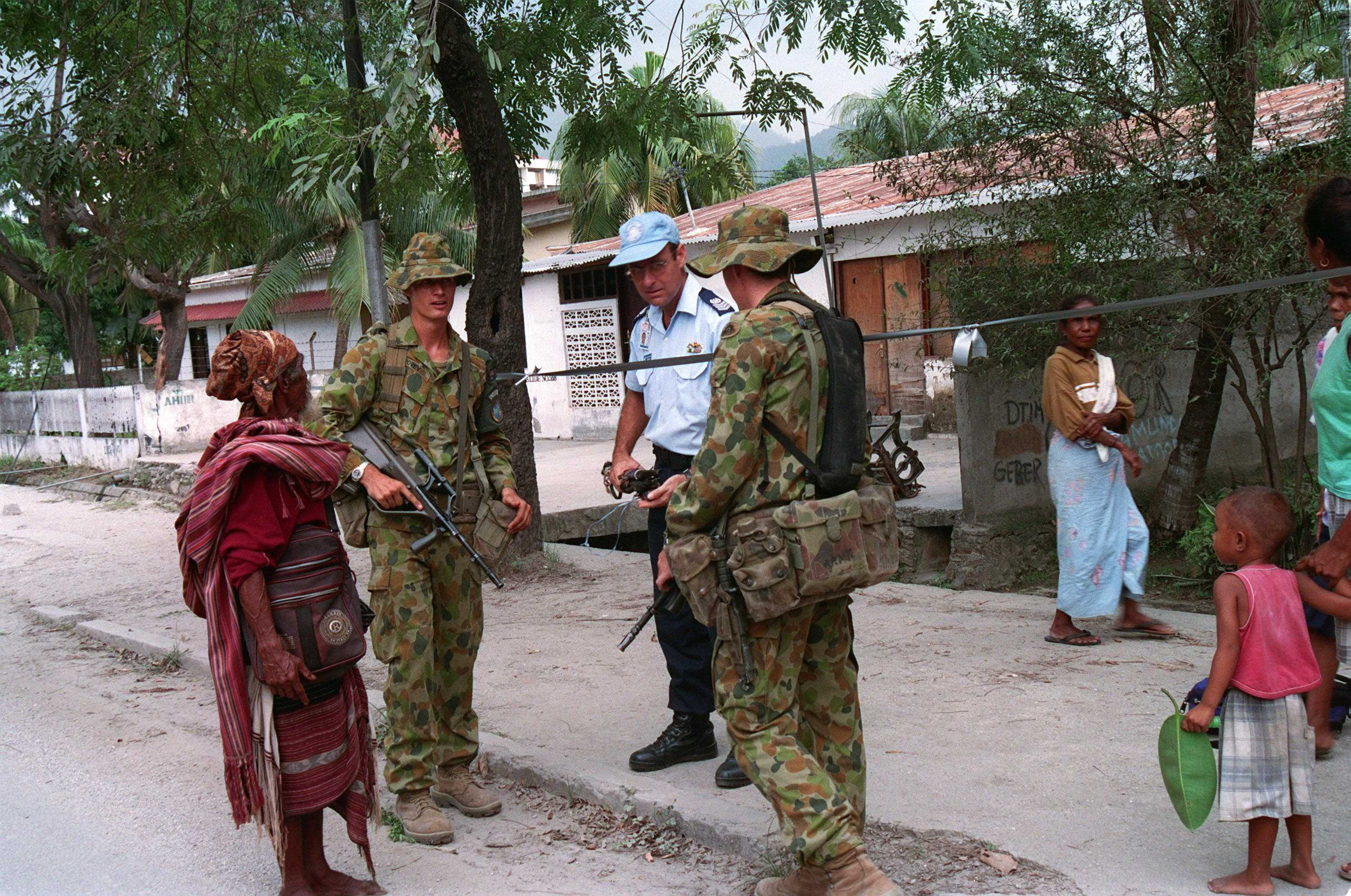
Australische INTERFET-Soldaten in Dili 2000

Während der indonesischen Besatzung teilte sich der Distrikt Dili in die beiden Subdistrikte Dili Timur (Ost-Dili) und Dili Barat (West-Dili). Im Westen wurde der Suco Comoro über den Rio Comoro hinaus bis zu den Seen von Tasitolu ausgedehnt.
Unter dem FALINTIL-Chef Xanana Gusmão begann der timoresische Widerstand, mit Guerillataktiken gegen die Besatzer vorzugehen. Am 10. Juni 1980 griffen FALINTIL-Einheiten einen Fernsehsender am Rande der Hauptstadt Dili an. Es war der erste größere Angriff, auch „levantamento“ (port.: Erhebung, Aufstand) genannt, seit der fast völligen Zerschlagung der Widerstandsbewegung im Jahre 1978. Das indonesische Militär tötete als Reaktion darauf über 100 Menschen und folterte oder verbannte Angehörige von Widerstandskämpfern auf die als Gefängnisinsel benutzte Insel Atauro.
Papst Johannes Paul II. besuchte Dili am 12. Oktober 1989. Nach der Messe entfaltete eine Gruppe junger Leute Transparente. Sie riefen laut nach Selbstbestimmung und gegen Menschenrechtsverletzungen. Auf diesen für Indonesien peinlichen Moment folgte eine Welle von Verhaftungen und Folter. Der amerikanische Botschafter in Jakarta, John Monjo, reiste im Januar 1990 nach Dili, um die Foltervorwürfe zu untersuchen. Vor seinem Aufenthaltsort, dem Turismo Hotel in Dili, kam es an drei aufeinanderfolgenden Tagen zu kleineren Demonstrationen. Am 12. November 1991 forderte ein Massaker nach einer Beerdigung auf dem Friedhof Santa Cruz über 200 Todesopfer. Der damalige indonesische Gouverneur Mário Viegas Carrascalão deckte dabei unter anderem geheime Exekutionen durch indonesische Soldaten auf.
Am 14. Mai 1995 verursachte ein Erdbeben vor Alor eine Tsunami, der große Zerstörungen in Dili und Umgebung verursachte. Im Land starben insgesamt elf Menschen, neun davon alleine in Marinir. 19 Menschen wurden verletzt.
Im folgenden Jahr wurde der Bürgermeister José Abílio Osório Soares Gouverneur der Provinz und beteiligte sich maßgeblich an dem Aufbau der Milizen, die im ganzen Land Terror und Angst verbreiteten. Nach dem Unabhängigkeitsreferendum am 30. August 1999 eskalierte die Gewalt. Die Bevölkerung entschied sich mehrheitlich für die völlige Unabhängigkeit Osttimors. Nachdem am 4. September das Ergebnis veröffentlicht wurde, zogen die pro-indonesischen Milizen plündernd und mordend durch die Stadt. Mindestens 67 Menschen starben, etwa die Hälfte der Gebäude wurde beschädigt.

## Unabhängigkeit

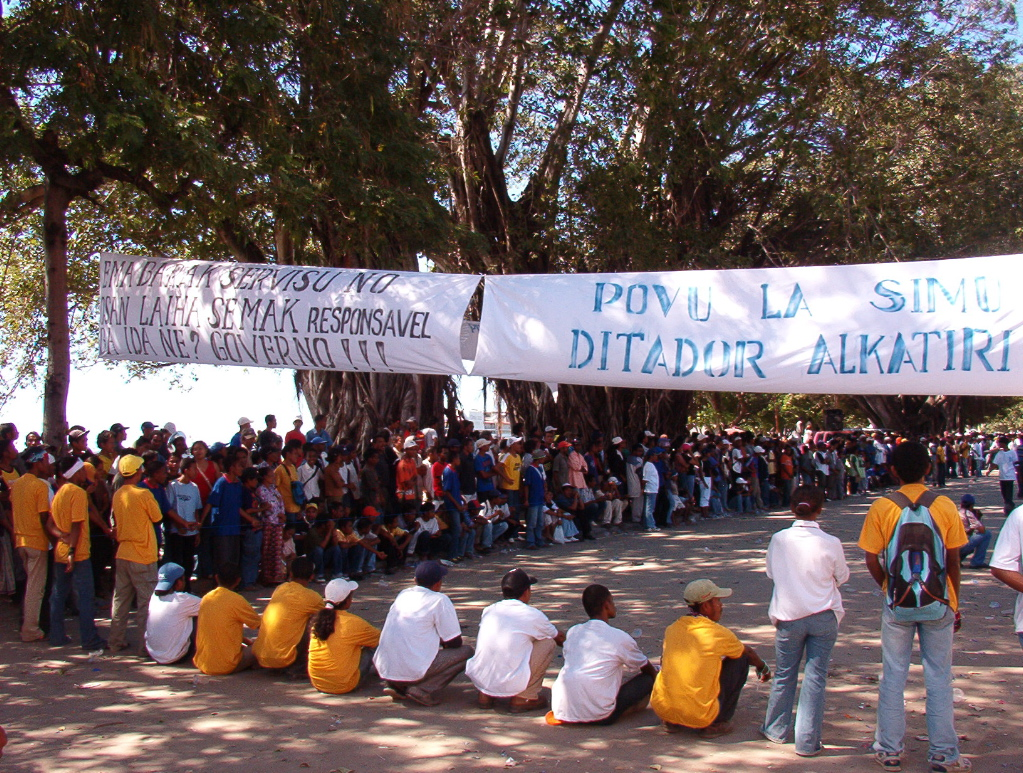
Anti-Alkatiri-Demonstration in Dili 2005

Am 20. September 1999 landeten die ersten Einheiten der internationalen Friedenstruppe INTERFET, darunter hauptsächlich Angehörige der australischen Luftwaffe RAAF, auf dem Flughafen bei Dili. Es kam zu leichten Zusammenstößen mit Mitgliedern der Milizen, bei denen es mehrere Festnahmen gab. Nach wenigen Tagen hatte die Eingreiftruppe die Lage vollständig unter Kontrolle. Die meisten Milizen hatten sich bereits in den Westteil der Insel zurückgezogen. Die Vereinten Nationen übernahmen die Verwaltung des Landes. Am 20. Mai 2002 wurde Dili schließlich Hauptstadt des unabhängigen Staates Osttimor.
Einen Tag nach der Verhaftung eines Studenten wurden am 4. Dezember 2002 bei Unruhen in Dili und anderen Orten Osttimors das Haus von Premierminister Marí Alkatiri und Regierungsfahrzeuge angezündet. Als die Randalierer zu der Polizeistation gingen, eröffnete die Polizei das Feuer. Studenten trugen die Leiche eines Kommilitonen zum Parlamentsgebäude, wo es dann zu Kämpfen mit der Polizei kam. Es wurden Geschäfte geplündert, die zumeist chinesischen Händlern gehörten. Der Supermarkt Hello Mister wurde angezündet. Wieder schoss die Polizei auf die Randalierer und vier weitere Studenten wurden getötet. Alkatiri leitete eine Untersuchung ein und machte ausländischen Einfluss für die Vorfälle verantwortlich.

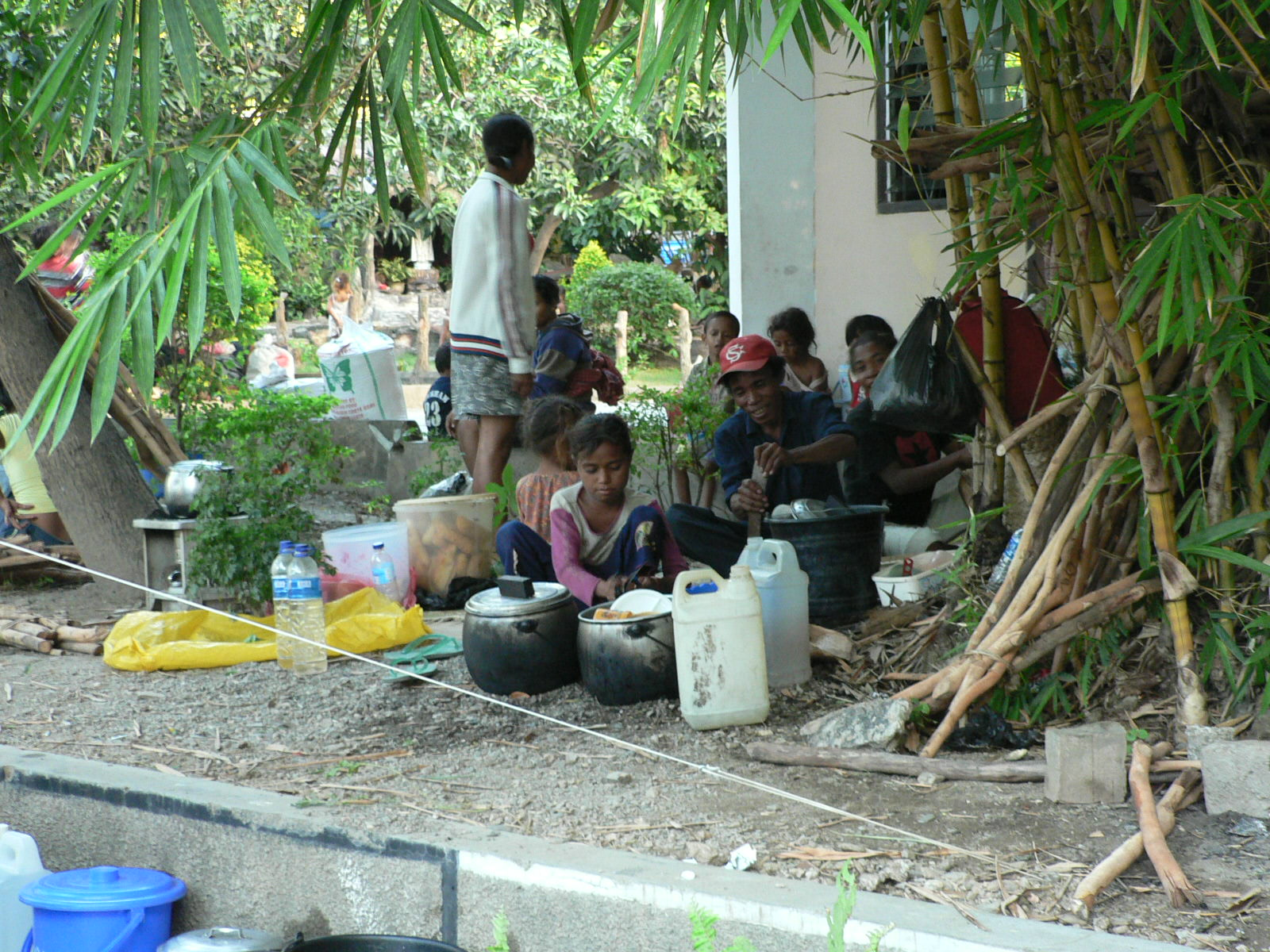
Flüchtlingslager in Balide 2006

Ende April bis Oktober 2006 erschütterten die schwersten Unruhen seit der Unabhängigkeit die Hauptstadt und das Land, nachdem 600 Soldaten der Streitkräfte aufgrund von Missständen desertiert waren. Zusätzlich bekämpften sich Jugendbanden aus dem West- und dem Ostteil des Landes. Zwischen den Rebellen, loyalen Soldaten und der Polizei kam es zu Schießereien. Am 25. Mai wurden mindestens acht Polizisten durch meuternde Soldaten erschossen und 25 weitere Menschen verletzt. Tausende Häuser wurden niedergebrannt, mindestens 45 Menschen starben. Schließlich musste Premierminister Alkatiri zurücktreten. Auch der Einsatz einer internationalen Interventionstruppe (ISF) konnte zuerst nicht für Ruhe sorgen. Ab dem 13. September gab es eine neue Polizeimission der Vereinten Nationen. Die UN-Mission (UNMIT) begann mit bis zu 1.600 Polizisten für Ruhe und Ordnung zu sorgen. Ein Großteil der Einwohner Dilis musste in Flüchtlingslagern und Kirchen Zuflucht suchen. Zeitweise lebten landesweit 100.000 Menschen in Notzeltlagern der Regierung. Anfang 2008 waren es allein in Dili noch 23.000. Schließlich stellte die Regierung die Lebensmittelhilfen für die Flüchtlinge ein und bot jeder rückkehrenden Familie 1.500 bis 4.500 US-Dollar an. Langsam nahm die Zahl der Flüchtlinge ab. Seit Ende 2007 funktionierte die Stromversorgung der Hauptstadt wieder verhältnismäßig reibungslos. Ende Dezember 2012 endeten die Mandate von UNMIT und ISF. Die letzten ausländischen Soldaten und Polizisten zogen ab.
Im Februar 2008 übernahm erstmals die Nationalpolizei Osttimors wieder die Verantwortung für die Sicherheit in der Hauptstadt. Nur wenige Tage später führte der Chef der Rebellen Alfredo Reinado einige seiner Männer nach Dili. Es kam zu einem Feuergefecht im Wohnhaus von Staatspräsident José Ramos-Horta, bei dem Reinado und ein weiterer Rebell ums Leben kamen und der Staatspräsident und einer seiner Leibwächter schwer verletzt wurden. Kurz darauf überfielen Rebellen auch das Wohnhaus und die Wagenkolonne von Premierminister Xanana Gusmão, der aber unverletzt entkommen konnte. Es wurde der Notstand ausgerufen und 1.000 Polizisten und Soldaten durchsuchten die Stadt und nähere Umgebung nach den Tätern.
Nach den Parlamentswahlen 2012 kam es in verschiedenen Außenbezirken Dilis zu gewaltsamen Ausschreitungen. In Hera wurde ein Student und FRETILIN-Anhänger von einem Polizisten erschossen. 15 weitere Personen, darunter vier Polizisten, wurden verletzt. 60 Autos und sieben Häuser wurden zerstört. 16 Personen nahm die Polizei fest, als diese die Annur-Moschee, Osttimors größte Moschee, beschädigten. Die Polizei brachte die Lage bis zum Morgen wieder unter ihre Kontrolle.
Am 18. November 2018 erschoss ein betrunkener Polizeibeamte, der außer Dienst war, bei der Tragödie von Culuhun drei junge Männer. Der Vorfall löste allgemeine Empörung und Proteste aus, da Polizeibeamte nur im Dienst Waffen tragen dürfen. Der Todesschütze und drei weitere, involvierte Beamten wurden verhaftet.

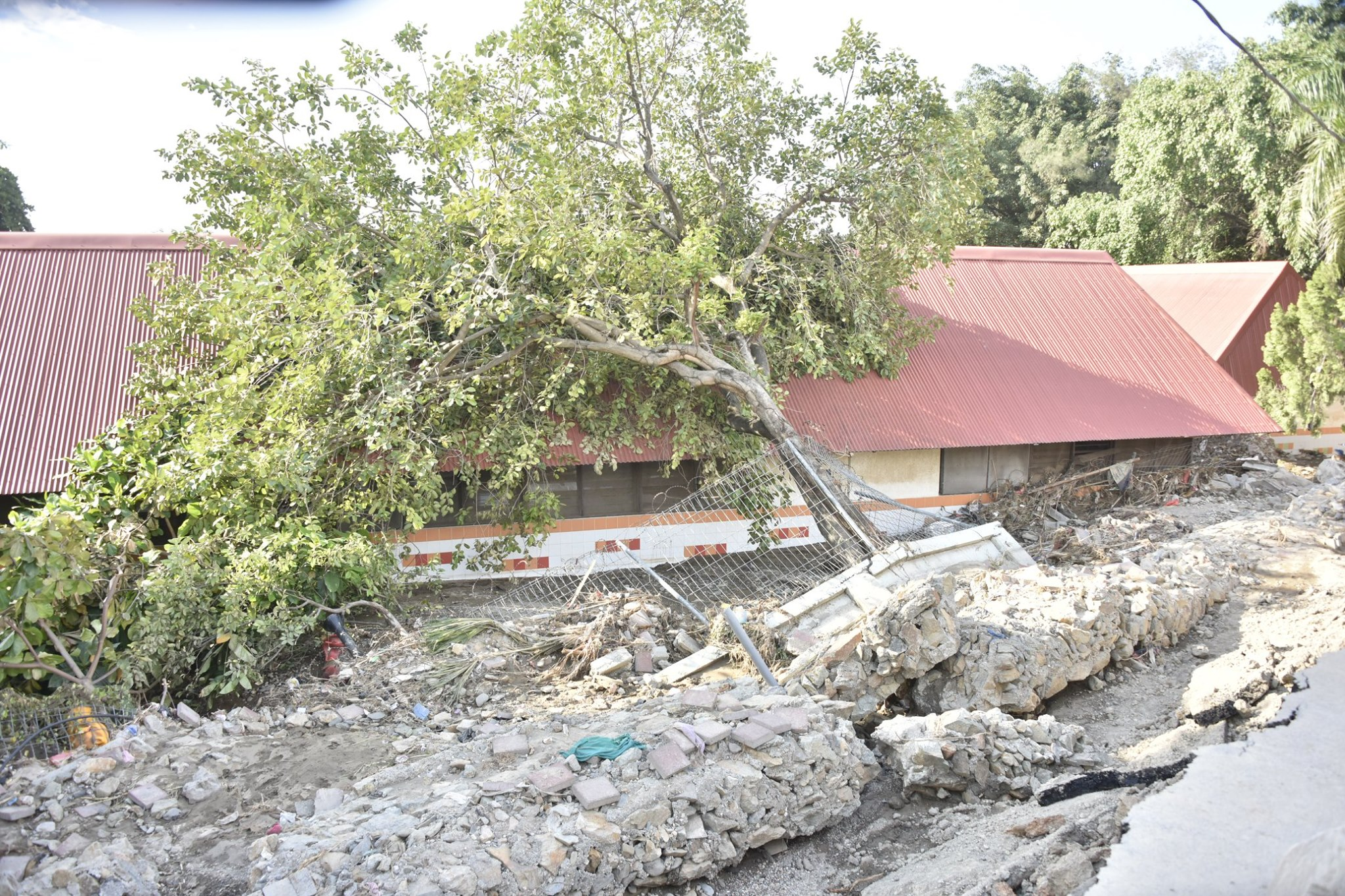
Flut in Dili (März 2020)

Am 13. März 2020 kam es zu schweren Überschwemmungen, von denen vor allem das Zentrum und der Osten Dilis betroffen waren, darunter auch der Präsidentenpalast Osttimors. Schäden gab es in Becora, Becusi, Bidau, Bemori, Caicoli und Maloa. Drei Personen wurden verletzt, zwei Menschen starben. 200 Einwohner wurden obdachlos und mussten in Notunterkünften Zuflucht suchen. In der Escola Portuguesa Ruy Cinatti mussten Lehrer und hunderte Schüler vor den Wassermassen in den ersten Stock fliehen. Beim wenige Monate alten Park bei der Ponte B. J. Habibie brach die Uferbefestigung ein.
Am 4. April 2021 verursachte der Zyklon Seroja die bisher schwersten Überschwemmungen. In Osttimor zählte man insgesamt 42 Tote.
In der Nacht zum 29. Juli 2021 kam es zu einem Großbrand, bei dem im Stadtteil Lurumata auf dem Gelände des ehemaligen Marktes von Comoro 400 Häuser zerstört wurden. Im Dezember kam es nach starken Regenfällen erneut zu großen Überschwemmungen.
Am 1. Januar 2022 wurde Atauro als eigenständige Gemeinde von Dili abgetrennt.

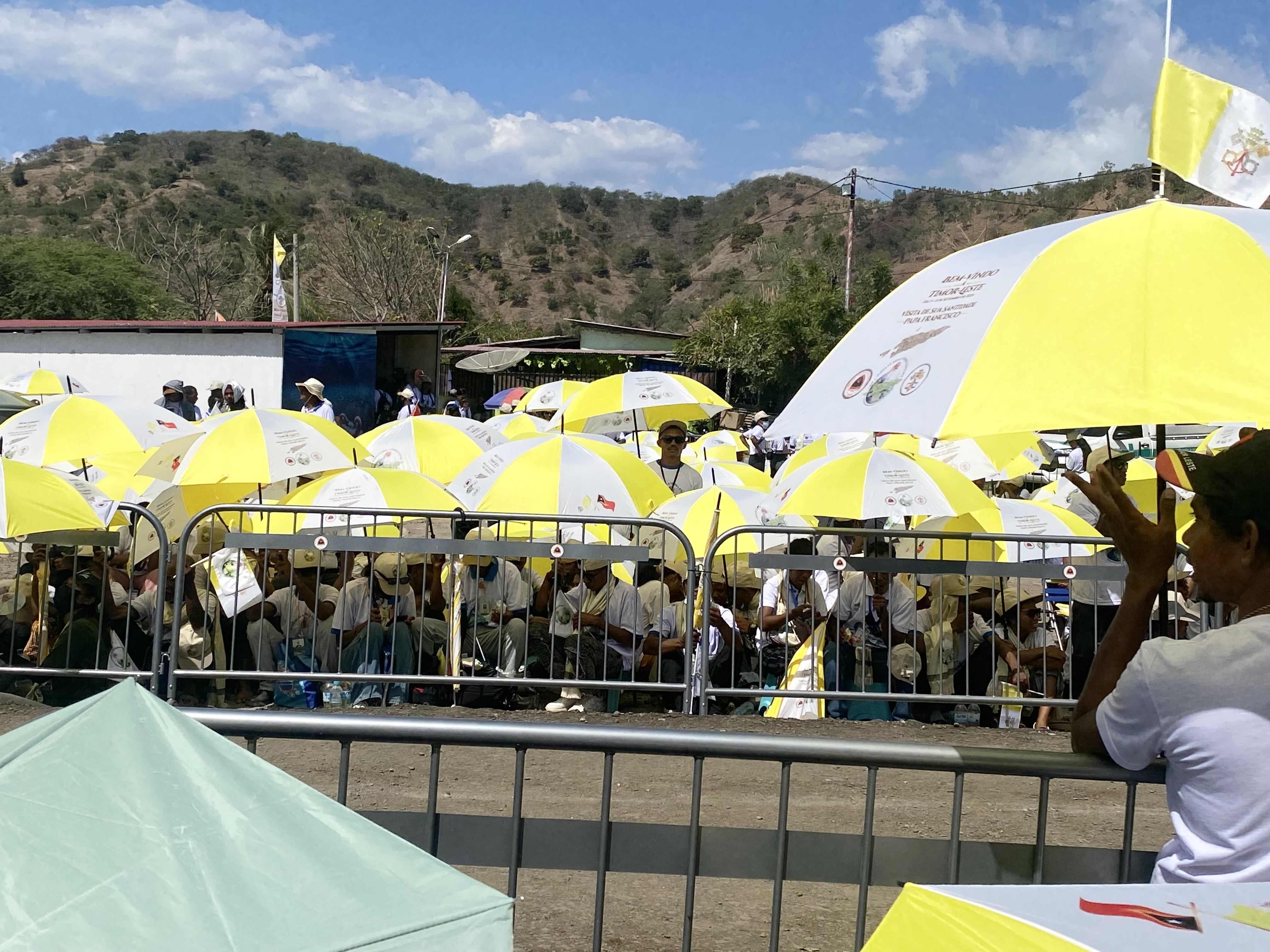
Pilger beim Papstbesuch 2024

Staatssekretär für Toponymie und Städteplanung Germano Santa Brites Dias ließ 2024 im Laufe des Jahres mehrmals in Dilis Stadtteilen Becora, Aitarac Laran, Aimutin, Culu Hun, Tasitolu und Bidau zahlreiche Wohnhütten und Verkaufsstände abreißen, die illegal im öffentlichen Raum errichtet worden waren. Einige Händler wurden auf den Markt in Manleuana verlegt. Der Abriss von weiteren ohne Genehmigung gebauten Bauten sollte folgen. Ziel ist es, den Wildbau in Dili zu beseitigen. Die Gemeindeverwaltung hatte dazu das Motto „Dili Hamurak“ (Dili Hakmatek, Moos no Furak, deutsch Dili ist friedlich, sauber und schön) ausgerufen. Bewohner der Schwarzbauten bekamen nach Angaben der Regierung Entschädigungen. Die Räumungen wurden vor allem im Vorfeld des Papstbesuchs in Osttimor 2024 durchgeführt. Etwa 600.000 Menschen nahmen an der Papstmesse am 10. September teil.